# Boulevard Lelasseur
Le boulevard Lelasseur est une voie constituant une partie des « boulevards de ceinture » de Nantes, en France. 

## Situation et accès
Il est situé à la limite des quartiers Hauts-Pavés - Saint-Félix et Breil - Barberie,
Long de 650 m, le boulevard part du rond-point de Rennes dans le prolongement du Boulevard des Frères-de-Goncourt à l'est pour déboucher au rond-point de Vannes dans le prolongement du Boulevard des Anglais à l'ouest.

## Origine du nom
Son nom actuel lui a été attribué par en hommage à René-François Le Lasseur (1754-1838), ancien avocat général à la Chambre des comptes et philanthrope, qui laissa en héritage une grosse fortune aux œuvres de charité de la ville. La graphie « Lelasseur » est substituée par la suite à « Le Lasseur »,.

## Historique
Le boulevard est construit dans les années 1870, afin relier la commune de Doulon à celle de Chantenay. Sur les plans antérieurs à 1900, l'ensemble de ces artères était désigné sous le nom de « boulevard de ceinture ».